# Kwame Nkrumah-Acheampong
Kwame Nkrumah-Acheampong (ur. 19 grudnia 1974 w Glasgow) – ghański narciarz alpejski, urodzony w Wielkiej Brytanii. Pierwszy reprezentant Ghany na zimowych igrzyskach olimpijskich. Chorąży reprezentacji Ghany na Zimowych Igrzyskach Olimpijskich 2010.
Kwame Nkrumah-Acheampong wystartował w jednej konkurencji narciarstwa alpejskiego Zimowych Igrzysk Olimpijskich 2010: slalomie mężczyzn. W konkurencji tej zajął 47. miejsce.
Trzykrotnie uczestniczył w mistrzostwach świata w narciarstwie alpejskim: w 2007 roku w Åre, w 2009 roku w Val d’Isère i w 2011 roku w Garmisch-Partenkirchen. W 2007 roku zajął 66. pozycję w slalomie gigancie, w 2009 roku 87. miejsce w slalomie gigancie i 67. w slalomie, a w 2011 roku był 124. w slalomie gigancie i 76. w slalomie.
W ramach Igrzysk w 2010 roku nadano mu pseudonim ''Śnieżna Pantera'' (Snow Leopard), odnoszący się do jego charakterystycznego stroju w cętki na tych zawodach.

## Osiągnięcia

### Igrzyska olimpijskie
| Miejsce | Dzień     | Rok  | Miejscowość | Konkurencja | Czas biegu | Strata | Zwycięzca        |
| ------- | --------- | ---- | ----------- | ----------- | ---------- | ------ | ---------------- |
| 47.     | 27 lutego | 2010 | Whistler    | Slalom      | 1:41,57    | +43,28 | Giuliano Razzoli |

### Mistrzostwa świata
| Miejsce | Dzień     | Rok  | Miejscowość | Konkurencja | Czas biegu | Strata | Zwycięzca            |
| ------- | --------- | ---- | ----------- | ----------- | ---------- | ------ | -------------------- |
| 66.     | 14 lutego | 2007 | Åre         | Gigant      | 2:19,64    | —      | Aksel Lund Svindal   |
| 87.     | 13 lutego | 2009 | Val d’Isère | Gigant      | 2:18,82    | —      | Carlo Janka          |
| 67.     | 15 lutego | 2009 | Val d’Isère | Slalom      | 1:44,17    | —      | Manfred Pranger      |
| 124.    | 18 lutego | 2011 | Ga-Pa       | Gigant      | 2:10,56    | —      | Ted Ligety           |
| 76.     | 20 lutego | 2011 | Ga-Pa       | Slalom      | 1:41,72    | —      | Jean-Baptiste Grange |